# Hylopezus berlepschi
Hylopezus berlepschi là một loài chim trong họ Grallariidae.